# Халилов, Нуру Нифтали оглы
Нуру Нифтали оглы Халилов (азерб. Nuru Niftəli oğlu Xəlilov) — советский азербайджанский строитель, лауреат Государственной премии СССР (1985).

## Биография
Родился в Азербайджанской ССР.
С 1965 года — бригадир комплексной бригады домостроительного комбината № 3 производственного объединения индустриального домостроения Главбакстроя.
Нуру Халилов проявил себя на работе самым лучшим образом, регулярно достигая высоких результатов в выполнении плана. В 1975 года Халилов предложил коллективу своей бригады первой в республике начать работу по методу московского строителя, дважды Героя Социалистического Труда Николая Злобина, а рабочие бригады приняли предложение бригадира. 
Передовые рационализаторские предложения Халилова стали вскоре широкое применяться по всей республике. Например, одно из предложений заключалось в том, чтобы при отделочной работе перестать использовать помосты, применяя вместо них подвесные площадки, крепимые к балконам, преимущество подвесных площадок заключалось в их простом перемещении и небольших затратах. Халилов вместе с передовыми рационализаторами из коллектива своей бригады предложил заменить традиционный мастерок при оштукатуривании компрессорным насосом: максимальная площадь, которую можно было оштукатурить за 1 смену мастерком — 20 квадратных метров, компрессорный насос же делал это в 10 раз быстрее. Важное место коллектив комплексной бригады под руководством Нуру Халилова уделял не только внешнему виду зданий, украшенных мозаикой, но и их внутренней отделке: в ванных и кухнях жилых домов находилась качественно выложенная плитка и кафель. 
Постановлением ЦК КПСС и Совета Министров СССР от 7 ноября 1985 года за большой личный вклад в повышение эффективности и качества строительства жилых домов и объектов социально-бытового назначения Халилову Нуру Нифтали оглы присуждена Государственная премия СССР.